# Kokoszki (Gdańsk)

Lage des Stadtbezirks Kokoszki in Danzig

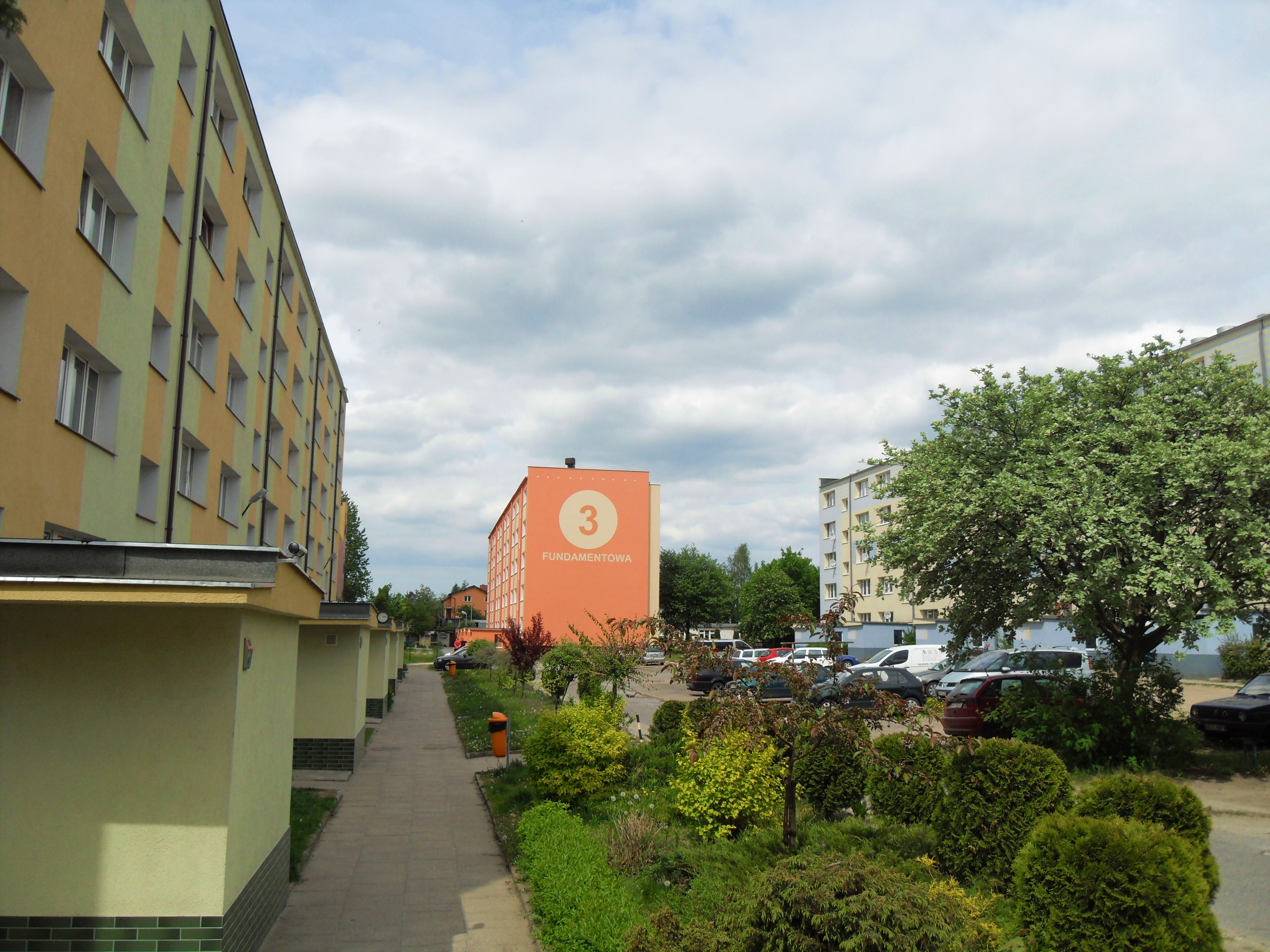
Kokoszki

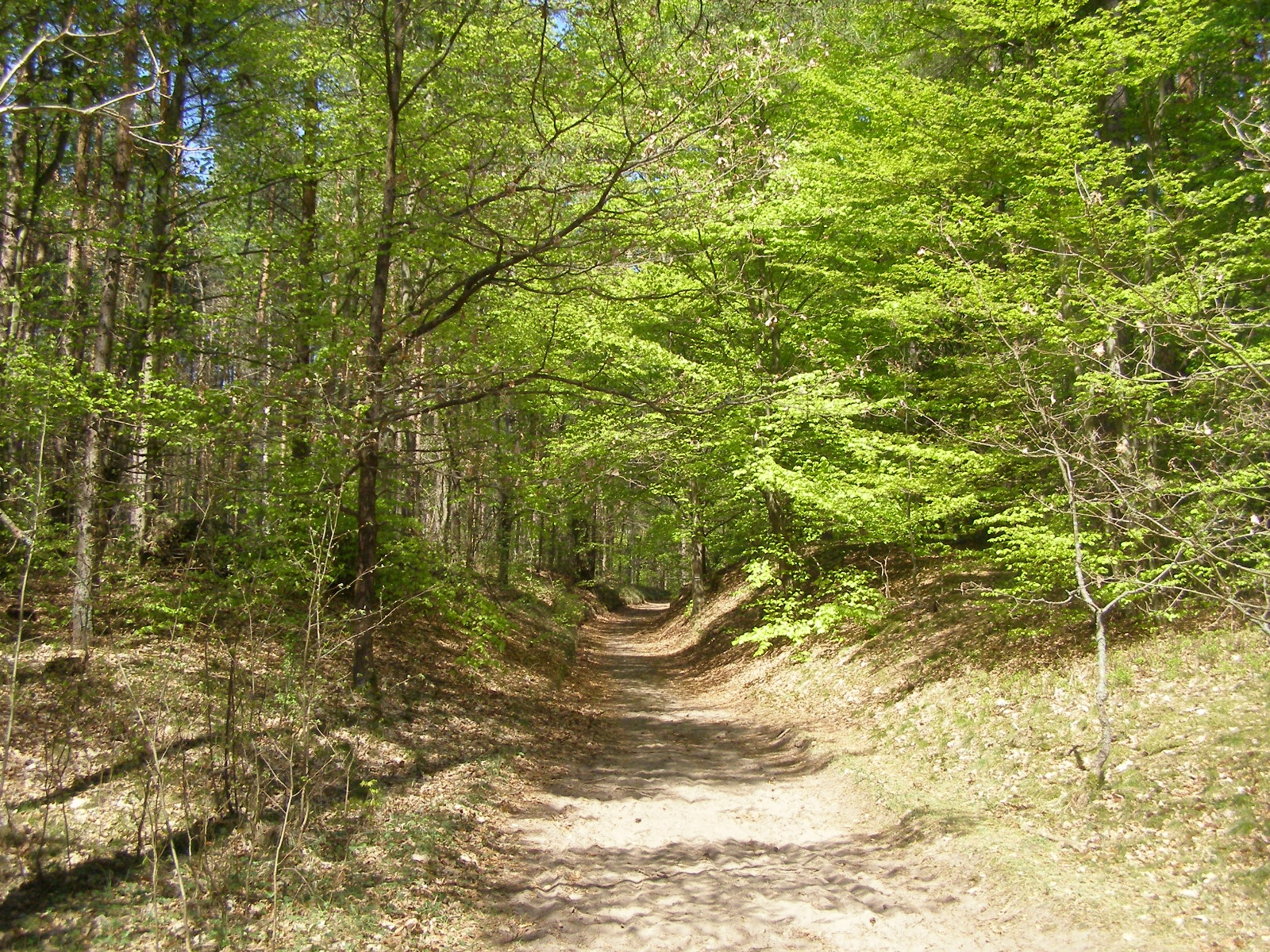
Las Sulmiński

Kokoszki (kaschubisch Kòkòszczi; deutsch Kokoschken) ist ein Stadtbezirk von Gdańsk (Danzig) in Polen, dieser umfasst eine Fläche von 19,8 km² und zählt 7465 Einwohner mit einer Bevölkerungsdichte von 376 Einwohnern/km². Das Gebiet kam 1973 administrativ zur Stadt Danzig.

## Geographie
Der Bezirk liegt im Westen des heutigen Stadtgebiets und ist nach Fläche der zweitgrößte. Er grenzt an die Bezirke Matarnia und Jasień, im Süden an die Landgemeinde Kolbudy und im Westen an die Gemeinde Żukowo. Das Gebiet gehört noch zum östlichen Teil der Kaschubischen Seenplatte mit umfangreichen Waldgebieten und hat entsprechende Wanderwege. Der höchste, unbenannte Hügel dieses Stadtteils erreicht 172,1 m, und damit sind Kokoschken der zweithöchste Stadtteil von Danzig.

### Gliederung
- Bysewo (Bissau)
- Kokoszki (Kokoschken)
- Karczemki (Karczemken)
- Kiełpino Górne (Hoch Kelpin)
  - Smęgorzyno (Smengorschin)
- Las Sulmiński (Sulmin, Forstgutsbezirk Ottomin)
- Rębiechowo (Ramkau), nur Teile des Gemeindegebiets.

## Geschichte
Durch den heutigen Bezirk verlief 1920–1939 die Grenze der Freien Stadt Danzig mit der Zweiten Republik Polen. Dabei gehörten Bysewo, Kokoszki, Karczemki und Rębiechowo zur polnischen Woiwodschaft Pommerellen und Hoch Kelpin (mit Smengorschin) sowie Ottomin zum Kreis Danziger Höhe im Gebiet der Freien Stadt.
In der Zeit des Zweiten Weltkriegs wurde am Bahnhof ein Außenlager des KZ Stutthof eingerichtet, die Häftlinge wurden mir Güterwagen in die Außenarbeitslager der Danziger Werften gebracht. 1942 wurde einige Orte des Bezirks umbenannt, Kokoschken erhielt den Namen „Klein Bessa“.
Am 2. Mai 1994 ereignete sich hier der schwerste Unfall im polnischen Straßenverkehr. Beim Aufprall eines Busses auf einen Baum starben 32 Menschen, 40 wurden verletzt.